# Inter Moengotapoe
Maillots
Actualités
L'Inter Moengotapoe est un club surinamien de football basé à Moengo. Sacré à dix reprises champion du Suriname, c'est le troisième club le plus titré du pays derrière le SV Robinhood (24 titres) et le SV Transvaal (19).

## Histoire
Fondé en 1992, l'Inter Moengotapoe est promu en championnat du Suriname dès la saison 1994-95. Il faut attendre les années 2000 pour voir le club se forger un nom avec l'obtention de la place de vice-champion en 2003-04, ce qui lui permet de disputer l'édition 2004 du CFU Club Championship où il se hisse en demi-finales, instance où il est stoppé par le Harbour View FC (Jamaïque), futur vainqueur de l'épreuve.
En 2007 le club remporte son premier championnat et récidive l'année suivante. Par la suite, l'Inter Moengotapoe affiche ses ambitions en recrutant les meilleurs joueurs du pays, avec l'objectif avoué de « remporter le CFU Club Championship et redorer le blason du football surinamien » selon les dires de son fantasque président et propriétaire, Ronnie Brunswijk, qui fait venir en août 2014 Stefano Rijssel, du W Connection FC, de la TT Pro League, pour 20 000 US$. 
Cette politique porte ses fruits puisque l'Inter Moengotapoe devient le club le plus titré des années 2010 avec notamment cinq championnats gagnés consécutivement entre 2013 et 2017.

## Palmarès et statistiques

### Compétitions officielles
| Compétitions nationales | Compétitions internationales |
| - Championnat du Suriname (10) - Champion : 2006-07, 2007-08, 2009-10, 2010-11, 2012-13, 2013-14, 2014-15, 2015-16, 2016-17 et 2018-19. - Vice-champion : 2003-04 et 2011-12. - Coupe du Suriname (4) - Vainqueur : 2012, 2017, 2019 et 2023. - Finaliste : 2006, 2009 et 2015. - Supercoupe du Suriname (7) - Vainqueur : 2007, 2010, 2011, 2012, 2013, 2017 et 2019. - Finaliste : 2008, 2009, 2014, 2015 et 2016. | - Coupe des Guyanes de football (2) - Vainqueur : 2010 et 2014. - Finaliste : 2008 et 2012. - Caribbean Club Championship (amateur) - Finaliste : 2018. |

### Bilan par saison
| Saison  | Championnat     | Championnat 2e division | Coupe           | Supercoupe | CFU Club Championship (amateur depuis 2018) |
| 1993    | -               | Promu                   | Non disputée    | -          | -                                           |
| 1994-95 | 6e (15 points)  | -                       | Non disputée    | -          | -                                           |
| 1995-96 | 3e (44 points)  | -                       | 8e de finale    | -          | -                                           |
| 1997    | 4e (40 points)  | -                       | Quart de finale | -          | -                                           |
| 1998-99 | 7e (29 points)  | -                       | Non disputée    | -          | -                                           |
| 1999-00 | 9e (28 points)  | -                       | Non disputée    | -          | -                                           |
| 2001-02 | 6e (39 points)  | -                       | Demi-finale     | -          | -                                           |
| 2002-03 | 9e (30 points)  | -                       | Quart de finale | -          | -                                           |
| 2003-04 | 2e (47 points)  | -                       | Non disputée    | -          | Demi-finale                                 |
| 2004-05 | 9e (25 points)  | -                       | Quart de finale | -          | -                                           |
| 2005-06 | 3e (48 points)  | -                       | Finale          | -          | -                                           |
| 2006-07 | 1er (55 points) | -                       | 1er tour        | Vainqueur  | 1er tour                                    |
| 2007-08 | 1er (43 points) | -                       | Demi-finale     | Finale     | Non disputée                                |
| 2008-09 | 3e (34 points)  | -                       | Finale          | Finale     | 2e tour                                     |
| 2009-10 | 1er (40 points) | -                       | 8e de finale    | Vainqueur  | -                                           |
| 2010-11 | 1er (22 points) | -                       | Demi-finale     | Vainqueur  | Tour préliminaire                           |
| 2011-12 | 2e (50 points)  | -                       | Vainqueur       | Vainqueur  | 2e tour                                     |
| 2012-13 | 1er (45 points) | -                       | Quart de finale | Vainqueur  | -                                           |
| 2013-14 | 1er (44 points) | -                       | 8e de finale    | Finale     | 1er tour                                    |
| 2014-15 | 1er (40 points) | -                       | Finale          | Finale     | 1er tour                                    |
| 2015-16 | 1er (40 points) | -                       | Demi-finale     | Finale     | 1er tour                                    |
| 2016-17 | 1er (49 points) | -                       | Vainqueur       | Vainqueur  | 1er tour                                    |
| 2017-18 | 4e (43 points)  | -                       | 1er tour        | -          | Finale                                      |
| 2018-19 | 1er (77 points) | -                       | Vainqueur       | Vainqueur  | -                                           |

## Personnalités historiques du club

### Joueurs emblématiques
- Amaktie Maasie
- Stefano Rijssel

### Entraîneurs
- Henk Rayer[6] (2007-2008)
- Eduard Redjosentono[6] (2009-2011)
- Hesron Jeroe[7] (2012-2016)
- Andy Atmodimedjo[8] (2016-2017)
- Dennis Bainoe[9] (2017)
- Jozef Joekoe[10] (2018-)